# Tin-Akoff (département)
Pour le village chef-lieu, voir Tin-Akoff.
Tin-Akoff est un département du Burkina Faso située dans la province de l'Oudalan et dans la région du Sahel.
En 2006, le dernier recensement comptabilise 29 988 habitants.

## Villages
- Bangao
- Beldiabé
- Fadar-Fadar Nord
- Fadar-Fadar Sud
- Inabao
- Intangom
- Intayalene
- Kacham-Est
- Kacham-Ouest
- Massifigui
- Menzourou
- Rafnamane
- Tin-Akoff, chef-lieu[2]
- Tin-Rhassane I
- Tin-Rhassane II
- Tin-Zalayanane
- Wassakoré